# Rena Inoue

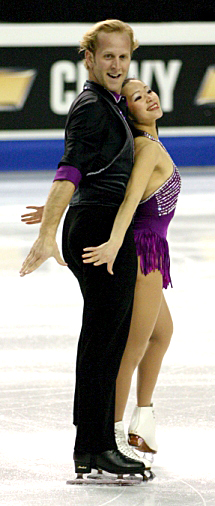
Rena Inoue und John Baldwin Jr.

Rena Inoue (jap. 井上 怜奈, Inoue Rena; * 17. Oktober 1976 in Nishinomiya) ist eine US-amerikanische Eiskunstläuferin und Paarläuferin japanischer Herkunft. Mit ihrem Partner  John Baldwin wurde sie 2004 und 2006 US-amerikanische Meisterin im Paarlaufen. Das Paar Inoue/Baldwin zeigte als erstes Paar der Welt einen dreifachen Wurfaxel im Wettbewerb.

## Biografie
Rena Inoue startete ursprünglich als Einzelläuferin und auch als Paarläuferin für Japan. Ihr japanischer Partner im Paarlaufen war Tomoaki Koyama. Das Paar nahm 1992 an den Olympischen Spielen teil. 1994 nahm sie dann als Einzelläuferin an den Olympischen Winterspielen teil.
Bei Rena Inoue wurde 1998 Lungenkrebs in einem sehr frühen Stadium diagnostiziert. Dank einer Chemotherapie war sie danach jedoch krebsfrei.
Seit dem Jahr 2000 läuft sie zusammen mit John Baldwin. Das Paar startet für die USA. 2005 wurde sie US-amerikanische Staatsbürgerin.
Bei den US-amerikanischen Meisterschaften 2006 zeigten Inoue/Baldwin als erstes Paar der Welt einen dreifachen Wurfaxel im Wettbewerb und wiederholten diesen Erfolg auch bei den Olympischen Winterspielen 2006.
Während der Verbeugung direkt nach der Kür bei den US-amerikanischen Meisterschaften 2008 bekam Rena Inoue von John Baldwin einen Heiratsantrag, den sie annahm.
Rena Inoue ist von Beruf Büroangestellte und lebt in Santa Monica, Kalifornien.

## Erfolge/Ergebnisse

### Paarlauf mit John Baldwin
| Wettbewerb/Wintersaison          | 2000-01 | 01-02 | 02-03 | 03-04 | 04-05 | 05-06 | 06-07 | 07-08 |
| -------------------------------- | ------- | ----- | ----- | ----- | ----- | ----- | ----- | ----- |
| Olympische Winterspiele          | -       | -     | -     | -     | -     | 7.    | -     | -     |
| Weltmeisterschaften              | -       | -     | 10.   | 10.   | 11.   | 4.    | 8.    |       |
| Vier-Kontinente-Meisterschaften  | -       | 7.    | -     | 4.    | -     | 1.    | 3.    | 4.    |
| US-amerikanische Meisterschaften | 11.     | 4.    | 3.    | 1.    | 2.    | 1.    | 2.    | 2.    |
| Grand-Prix-Finale                | -       | -     | -     | -     | 6.    | -     | 4.    | -     |

### Paarlauf mit Tomoaki Koyama
| Wettbewerb/Wintersaison    | 1991 | 1992 |
| -------------------------- | ---- | ---- |
| Olympische Winterspiele    | -    | 14.  |
| Weltmeisterschaften        | 15.  | -    |
| Japanische Meisterschaften | 1.   | 1.   |

### Einzellauf Damen
| Wettbewerb/Wintersaison     | 1991 | 1992 | 1993 | 1994 | 1995 | 1996 | 1997 | 1998 |
| --------------------------- | ---- | ---- | ---- | ---- | ---- | ---- | ---- | ---- |
| Olympische Winterspiele     | -    | -    | -    | 18.  | -    | -    | -    | -    |
| Weltmeisterschaften         | -    | -    | -    | 13.  | -    | -    | -    | -    |
| Juniorenweltmeisterschaften | -    | -    | -    | 5.   | -    | -    | -    | -    |
| Japanische Meisterschaften  | 1. J | 2. J | 1. J | 2.   |      |      |      | 3.   |

J = Junioren